# Sigge Cedergren
Sven Sigvard ("Sigge") Cedergren, född 24 februari 1931 i Bollnäs, död 5 mars 1996 i Stockholm, var en svensk narkotikalangare som blev känd för allmänheten i samband med Palmemordet. I vissa versioner av hur mordet antas ha gått till ska Christer Pettersson, som dömdes för mordet i Stockholms tingsrätt, ha skjutit Palme i tron om att det var Cedergren. Andra källor har betonat att Cedergren ska ha överlåtit en .357 Magnum-revolver, den typ som användes vid mordet, till Pettersson.
Cedergren var under många år på 1970- och 1980-talen föreståndare för spelklubben Oxen i Stockholm samt bedrev illegal handel med narkotika. Han blev då bekant med Christer Pettersson, senare  misstänkt för Palmemordet. Cedergren uppgav strax före sin död 1996 att han några månader före Palmemordet hade förlorat en revolver av den typ som polisen efterlyste som mordvapnet samt att Pettersson hade kännedom om revolvern. Journalisten Robert Aschberg deltog i en utfrågning via lögndetektor av Cedergren kort innan dennes död, med resultatet att Cedergren överlåtit en sådan revolver, vilket emellertid ifrågasattes givet Cedergrens mycket klena tillstånd och bruk av morfin vid tillfället. Cedergren är gravsatt i minneslunden på Solna kyrkogård.